# Apple Maps
Apple Maps é um serviço de pesquisa e visualização de mapas desenvolvido pela Apple Inc. É o aplicativo de mapas padrão dos sistemas macOS, iOS, iPadOS e watchOS que fornece instruções de navegação e rotas. O serviço foi lançado em 19 de setembro de 2012 juntamente com o iOS 6, substituindo o Google Maps, tornando-se assim um serviço padrão nos sistemas da Apple.
Na sua versão inicial, o aplicativo recebeu diversas críticas dos usuários que alegaram encontrar mapas de baixa qualidade, distorcidos e localizações com nomes incorretos. No entanto, nas versões posteriores do sistema, as falhas foram corrigidas gradualmente. Atualmente, Apple Maps é mais usado que o antecessor padrão do sistema Google Maps no iOS.